# Boys on the Docks
Boys on the Docks é um EP de 1997 da banda americana de punk Dropkick Murphys.
Boys on the Docks foi o primeiro EP solo da banda, foi lançado quase um ano antes de seu primeiro álbum de estúdio, Do or Die. A segunda faixa do EP, "Never Alone", também apareceu no álbum, assim como uma versão de "Boys on the Docks".
A banda também regravou a quarta faixa do EP, "Caps and Bottles", para o seu álbum de 2001, Sing Loud Sing Proud!. "In the Streets of Boston" foi regravada pelo The Business como "In the Streets of London" para seu álbum split de 1999 com o Dropkick Murphys, Mob Mentality.

## Faixas
| N.º            | Título                     | Compositor(es)              | Duração |  |
| 1.             | "Boys on the Docks"        | Rick Barton, Ken Casey      | 2:31    |  |
| 2.             | "Never Alone"              | Rick Barton, Ken Casey      | 2:59    |  |
| 3.             | "In the Streets of Boston" | Casey, Close, Mike McColgan | 1:15    |  |
| 4.             | "Caps and Bottles"         | Rick Barton, Ken Casey      | 2:41    |  |
| 5.             | "Eurotrash"                | Barton, Casey, McColgan     | 1:48    |  |
| 6.             | "Front Seat"               | Barton, McColgan            | 2:19    |  |
| Duração total: | Duração total:             | Duração total:              | 13:33   |  |

## Créditos
- Mike McColgan – vocal
- Rick Barton – guitarra
- Ken Casey – baixo
- Jeff Erna – bateria[2]